# Abietinaria traski
Abietinaria traski is een hydroïdpoliep uit de familie Sertulariidae. De poliep komt uit het geslacht Abietinaria. Abietinaria traski werd in 1902 voor het eerst wetenschappelijk beschreven door Torrey. 